# Donatiaceae
Donatiaceae é o nome botânico de uma família de plantas dicotiledóneas. A família é composta por duas espécies colocadas num único género, Donatia.
São plantas de porte herbáceo, originárias de pauis da América do Sul, Terra do Fogo, Nova Zelândia e Tasmânia.
O sistema APG (1998) aceita esta família e coloca-a na ordem Asterales. No sistema APG II, esta família é opcional: os membros desta família podem ser incorporados na família Stylidiaceae. O APWebsite [18 de 2006] não aceita esta família.
O sistema de classificação clássico coloca a família na divisão Magnoliophyta, classe Magnoliopsida, subclasse Asteridae, ordem Campanulales.